# United States Chamber of Commerce

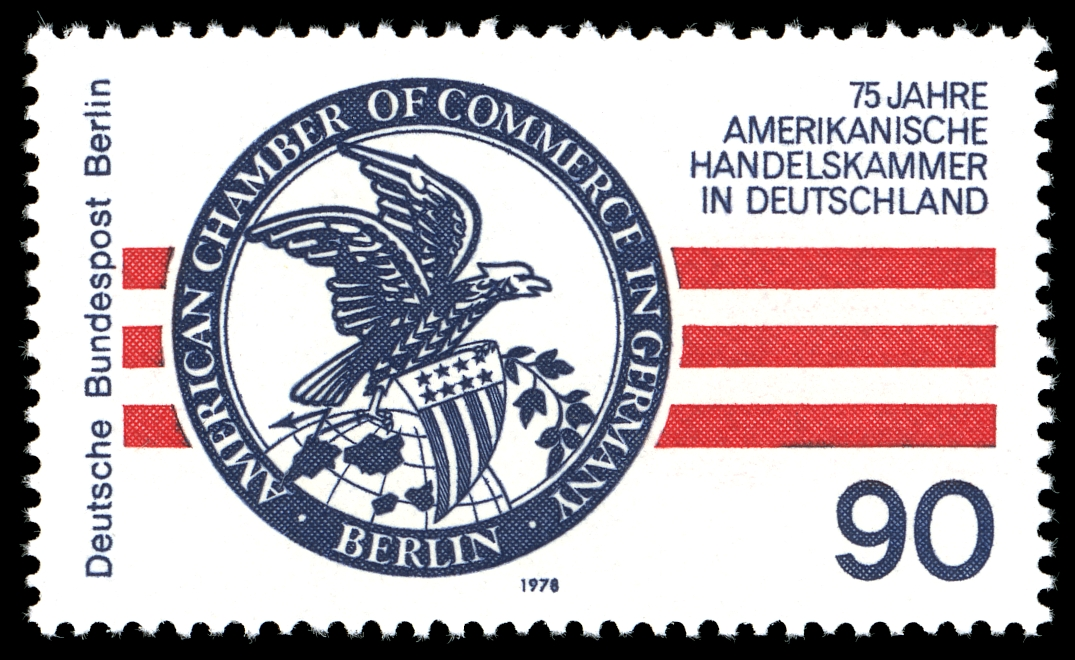
75 Jahre Amerikanische Handelskammer in Deutschland, Berliner Sonderbriefmarke von 1978

Die United States Chamber of Commerce ist eine privatrechtliche Handelskammer in den Vereinigten Staaten. Sie ist der weltgrößte Unternehmensverband und repräsentiert
- über lokale Kammern und assoziierte Vereinigungen 3 Mio. Unternehmen. (Direktmitglieder sind einige 10.000 Unternehmen)
- 2.800 Bundesstaatliche und lokale Kammern
- 830 Geschäftsvereinigungen

Die Kammer ist seit 1925 im Lafayette Park, dem nördlichen Teil des President’s Park gegenüber dem Weißen Haus in Washington, D.C. Sie beschäftigt Politologen, Lobbyisten und Anwälte. Ihr Motto ist es „die menschliche Entwicklung über ein ökonomisches, politisches und soziales System zu entwickeln, das auf Freiheit, Initiative, Opportunität und Verantwortung basiert.“
Präsidentin und Geschäftsführerin ist Suzanne P. Clark. Sie sitzt in den Unternehmensvorständen der TransUnion und der AGCO. Außerdem ist sie Teil des Vorstandes des Economic Club of Washington. Clark ist die erste weibliche Geschäftsführerin der Kammer.
Die Kammer hat zwischen 1998 und 2005 für politisches Lobbying in den USA 267 Mio. US$ ausgegeben und ist damit mit deutlichem Abstand zur American Medical Association der größte Einflussnehmer auf die US-Politik. Sie unterhält in Belgien eine Dependance, die US-amerikanische Geschäftsinteressen in der Europäischen Union vertritt, sowie zahlreiche andere wie etwa in Vietnam, Bangladesch, Neuseeland, Italien und Deutschland.

## Positionen
Die Kammer tritt ein
- für George W. Bushs Immigrations-Reform in den USA
- für eine Diversifikation der Energiequellen
- für die Reform des Sozialsystems (Privatisierung)
- für Bohrungen im Arctic National Wildlife Refuge
- für Offshore – Ölgewinnung
- für Kernenergie
- für steuer-, d. h. einkommensabhängige Gesundheitsvorsorge (Health savings account)
- für Freihandel
- gegen Steuererhöhungen für Unternehmen
- gegen Mindestlöhne
- gegen Internetneutralität

und ist neutral gegenüber sozialen Fragen wie Abtreibung und Homo-Ehe.